# Джанкарло Челла
Джанкарло Челла (італ. Giancarlo Cella, нар. 5 вересня 1940, Боббіо) — італійський футболіст, що грав на позиції захисника. По завершенні ігрової кар'єри — тренер.
Виступав, зокрема, за клуби «Торіно» та «Інтернаціонале», а також молодіжну збірну Італії.
Чемпіон Італії. 

## Клубна кар'єра
Народився 5 вересня 1940 року в місті Боббіо. Вихованець юнацьких команд футбольних клубів «Бобб'єзе» та «П'яченца».
У дорослому футболі дебютував 1957 року виступами за команду клубу «П'яченца», в якій провів один сезон, взявши участь лише у 8 матчах чемпіонату. 
Згодом з 1958 по 1960 рік грав у складі команд клубів «Тальмоне Торино» та «Новара».
Своєю грою за останню команду привернув увагу представників тренерського штабу клубу «Торіно», до складу якого приєднався 1960 року. Відіграв за туринську команду наступні п'ять сезонів своєї ігрової кар'єри. Більшість часу, проведеного у складі «Торіно», був основним гравцем захисту команди.
Протягом 1965—1968 років захищав кольори клубів «Катанія» та «Аталанта».
1968 року уклав контракт з клубом «Інтернаціонале», у складі якого провів наступні три роки своєї кар'єри гравця. За цей час виборов титул чемпіона Італії.
Завершив професійну ігрову кар'єру у клубі «П'яченца», у складі якого вже виступав раніше. Прийшов до команди 1971 року, захищав її кольори до припинення виступів на професійному рівні у 1972.

## Виступи за збірну
Протягом 1959–1960 років залучався до складу молодіжної збірної Італії. На молодіжному рівні зіграв у 9 офіційних матчах, забив 2 голи. У складі збірної був учасником  футбольного турніру на Олімпійських іграх 1960 року у Римі.

## Кар'єра тренера
Розпочав тренерську кар'єру відразу ж по завершенні кар'єри гравця, 1972 року, очоливши тренерський штаб клубу «П'яченца».
В подальшому очолював команди клубів «Суццара», «Павія», «Карпі» та СПАЛ, а також входив до тренерського штабу клубу «Інтернаціонале».
Останнім місцем тренерської роботи був клуб «П'яченца», в якому Джанкарло Челла був одним з тренерів головної команди з 1989 по 1993 рік.

## Титули і досягнення
- Переможець Середземноморських ігор: 1959
- Чемпіон Італії (1):

«Інтернаціонале»:  1970-1971